# غياث الدين أحمد
السُّلطَانُ غِيَاثُ الدِّينِ أَحمَدُ بَهَادُر الجَلَائِرِي (بالفارسية: سُلطَان غیاثُ‌الدین احمَد بهادُر جلایر، وبالأذرية: Qiyasəddin sultan Əhməd Bahadır) (توفي: ربيع الآخر 813هـ المُوافق فيه 31 آب (أغسطس) 1410م) الشهير اختصارًا بِـ«أحمد جلائر» أو «غياث الدين أحمد»، هو سادس سلاطين الدولة الجلائريَّة، وقد حكم البلاد من سنة 784هـ المُوافقة لِسنة 1384م إلى سنة 813هـ المُوافقة لِسنة 1410م. وكان سُلطانًا مُهابًا وشاعرًا غزيرًا وعالمًا قديرًا وملكًا مُثقفًا. وبِموته بدأت السَّلطنة الجلائريَّة بالأفول.
تنازع في وقت مبكر مع إخوته على الحُكم ووقع في صراعات معهم حتى وصل إلى سُدَّة الحُكم، ولكنه عانى لاحقًا من عدة هزائم على يد تيمورلنك، وفي النهاية سجنه المماليك. وبعد إطلاق سراحه، قام بالهجوم على أعداءه القدماء من قبيلة قره قويونلو ولكنه أُسر وأُعدم عام 1410م. في عهده بدأت دولة قره قويونلو في توسيع دائرة نفوذهم من خلال الخضوع له، كما أنه عزَّز تلك العلاقات من خلال زواجه من ابنة قره محمد حاكم قره قويونلو خلال هذه الفترة. عندما استولى تيمورلنك على بغداد عام 1393م، لجأ إلى السلطان المملوكي الظاهر برقوق. وبعد عودة تيمورلنك إلى سمرقند، استعاد أحمد جلائر السيطرة على بغداد وضواحيها وبمساعدة السلطان برقوق. خلال حملة تيمور على أذربيجان والأناضول والعراق وسوريا، عمل مع قرة يوسف حاكم قره قويونلو ، ولكنه هُزم على يد تيمورلنك. وفي عام 1400م، أراد اللجوء مع قره يوسف إلى المماليك، ولكن السلطان المملوكي رفض، فلجأ إلى السلطان العثماني بايزيد الأول. وأراد أحمد جلائر الذي حظي باستقبال حسن من قبل السلطان يلدريم بايزيد الأول أن يستسلم لتيمورلنك، لكن السلطان العثماني لم يقبل ذلك وأصبح هذا الحدث أحد أسباب معركة أنقرة عام 1402م. استولى أحمد جلائر على بغداد مستغلاً حملة تيمورلنك على الأناضول، ولكنه اضطر بعد ذلك إلى مغادرة المدينة ولجأ إلى السلطان المملوكي. إلا أنه سُجن في دمشق بناءً على طلب السلطان المملوكي. وفي عام 1405م، بعد أن أفرج عنه والي دمشق الذي تمرد على السلطان المملوكي، استولى أحمد جلائر على بغداد وأعلن سيادته مرة أخرى. وعلى الرغم من أنه انتقل بعد ذلك إلى تبريز، إلا أنه عاد إلى بغداد عند وصول التيموريين. وفي عام 1408-1409م، استولى على أراضي خوزستان. وخلال هذه الفترة، بدأ صراعه مع قره اقويونلو بمطالبته بهمدان من حليفه قرة يوسف. في عام 1410م، استغل أحمد جلائر حصار قره يوسف لأرزنجان واستولى على تبريز. إلا أنه خسر المعركة مع قرة يوسف بالقرب من تبريز وأُسر وقُتل أثناء هروبه.
بعد إعدام أحمد الجلائري، تمكَّن الجلائريون من الحُكم في منطقة ضيقة تشمل خوزستان وواسط، وأصبحت بغداد ومعظم أراضيها تحت حكم قره قويونلو.

## تنافس الأشقاء
تولى أحمد جلائري إدارة أردبيل وما حولها في عهد أخيه السلطان الشيخ حسين جلائر، ولكنه انزعج من نفوذ الأمير عادل آقا (بالتركية: Adil Aka)‏، أحد الأمراء الجلائريين لدى الشيخ حسين جلائر وكانت بيده إدارة الدولة. أراد أحمد الوصول إلى سدة الحُكم فتآمر على أخيه الأكبر السلطان الشيخ حسين جلائر (1374م-1382م)، وأغار على مدينة تبريز عام 1382م فأسر أخاه الشيخ حسين ثم أعدمه. ولكن إخوته الشيخان علي جلائر وبايزيد جلائر عارضوه في ذلك.
قام الأمير عادل آقا، أمير الشيخ حسين جلائر السابق، بإعلان بايزيد جلائر سلطانًا على "سُلطانية"، بينما استعدَّ أخاه الشيخ علي جلائر لمغادرة بغداد والتوجه إلى تبريز. ولتأمين منصبه، طلب أحمد مساعدة قبيلة قره قويونلو (تركمان الخراف السوداء) ضد شقيقه السلطان الشيخ علي جلائر، فحاربوه حتى انهزم. أما شقيقه الآخر السلطان الشيخ بايزيد جلائر، ففي غضون عامين تمكن أحمد من أسره وتحييده عام 1384م، بعد أن فقد بايزيد دعم الأمير عادل أقا.
وأقام أحمد جلايري سيادته سلطاناً على جميع الأراضي، ثم بعد استعادة النظام في الأراضي الجلائرية استولى على بغداد. وعندما نُهبت تبريز على يد توختامش، خان القبيلة الذهبية عام 1385م، وتيمورلنك في العام التالي، نقل عاصمته إلى بغداد عام 1386م.

## الصراع مع تيمورلنك
في ربيع عام 1384م، قام تيمورلنك وجيش خانيّة جغطاي المتحالف معه، بالهجوم على دولة الجلائريين، فاستولى تيمورلنك على مدينة سلطانية دون مقاومة تذكر، ولكنه لم يستطع القبض على السلطان أحمد جلائر. أعطى تيمورلنك مدينة سلطانية للأمير عادل آقا الذي كان قد انشق عن الجلائريين وانضم لتيمورلنك، ثم أن عادل أقا انسحب من حملة تيمورلنك بعد ذلك. أرسل السلطان أحمد جلائر جيشًا لاستعادة سلطانية، ولكن عادل آقا دافع عنها بنجاح.
غاب تيمورلنك، واجتاحت قوات خان القبيلة الذهبية توقتمش أراضي أذربيجان، ودمرت الأرض ونهبوا تبريز عام 1385م، وكان على أحمد جلائر أن يتعامل مع هذا الغزو إذ كان قد هرب إلى بغداد بمساعدة حليفه عز الدين شير من إمارة هكاري. أدت غارة تبريز إلى إضعاف موقف أحمد جلائري بشكل كبير ولذلك لم يتمكن من محاربة تيمورلنك عندما عاد مرة أخرى عام 1386م. استولت خانيّة جغطاي على تبريز في الصيف، وأصبح كان على مواطنيها دفع جزية كبيرة لهم، جمعها منهم الأمير عادل آقا. اشتبه تيمورلنك في تورط عادل أقا في الفساد فأعدمه على الفور. وظلت أذربيجان منذ ذلك الحين تحت سيطرة التيموريين، إذ لم يتمكن أحمد من استعادة المحافظة.
في عام 1393م، جدد تيمورلنك الحرب مع أحمد جلائر، وبنهاية أغسطس/آب، وصل إلى بغداد، حيث كان يقيم أحمد. قرر أحمد أن الدفاع عن المدينة أمر مستحيل، فهرب وسافر إلى سوريا التي يسيطر عليها المماليك، ومنحه السلطان الظاهر سيف الدين برقوق حق اللجوء هناك.

استقبل السلطان الظاهر سيف الدين برقوق السلطان أحمد جلائر مع كبار رجال الدولة. وعندما رأى السلطان أحمد جلائر السلطان برقوق أول مرة أراد تقبيل يد السلطان برقوق، لكن برقوق منعه واحتضنه ورحب به وأعطاه المال والذهب والجواري وقواته تحت إمرته. وبعد أيام من هذا الاستقبال، وصل رسل مغول يحملون رسالة من تيمورلنك يطلب فيها تسليم السلطان الجلائري. فأجابهم السلطان الظاهر برقوق:
"كيف يجوز في شريعة الفروسية والوفاء أن نُسلم ضيفنا ونَزيلَنَا والذي آوى إلينا؟ تسليم الخان أحمد مستحيل".
في هذه الأثناء، اضطرت بغداد إلى دفع فدية، وعندما غادر تيمورلنك المدينة أخذ معه العديد من الأسرى ومن بينهم علاء الدولة نجل أحمد جلائر، ولم يُصَب معظم المواطنين بأذى. أسند تيمورلنك السيطرة على المدينة إلى خواجة مسعود سابزافاري، من الساربادار.
في عام 1394م قاد السلطان المملوكي الظاهر برقوق جيشه برفقة الأمير سعد الدين بن غراب والسلطان أحمد جلائر إلى الشام لمحاربة تيمورلنك. وعندما دخلوا الديار الشامية، وردت أنباء عن هروب تيمورلنك مع قواته عندما سمع بوصول جيش المماليك. وسحب خواجة مسعود سابزافاري قواته بدلاً من القتال. وأمر السلطان الظاهر برقوق أحمد بالعودة إلى بغداد وكتب له كتابًا يُعلنه سلطانًا على بغداد. وأعطاه خمسمائة ألف درهم والعديد من الخيول والإبل والقماش، كما أمده بقوة عسكرية لمساندته. وعند الوداع أراد أحمد أن ينحني ويقبّل الأرض عند قدمي السلطان برقوق، لكن الأخير لم يسمح له احتراماً له، وبدلاً من ذلك وقف واحتضنه وودعه قبل أن ينفصلا.
ونتيجة لذلك، تمكن أحمد من استعادة السيطرة على المدينة للسنوات الست التالية. ومع ذلك، فقد أصبح لا يحظى بشعبية متزايدة، حتى أنه في عام 1397م أو 1398م دُبرت ضده مؤامرة فاشلة. شعر أحمد جلائر بعدم الأمان في بغداد، فغادر المدينة وطلب المساعدة من قره يوسف حاكم قبيلة قره قويونلو التركمانية. وصل التركمان إلى المدينة، ولكن أحمد واجه صعوبة في منعهم من نهب بغداد، فأعادهم في النهاية.
وفي عام 1398م، حاول ميران شاه ابن تيمورلنك وحاكم أذربيجان آنذاك، الاستيلاء على بغداد ولكن أحمد جلائر قاومه بنجاح.
وفي عام 1399م، قام جيش من مملكة جورجيا برفع الحصار عن بلدة "ألنجا" بأذربيجان، والتي كان التيموريون يحاولون الاستيلاء عليها لأكثر من عقد من الزمان. كان قائد هذا الجيش الجورجي هو أحد أبناء أحمد جلائر، ولكنه عندما جاء إلى بغداد تمرد، فقُتل.

### تجدد الصراعات

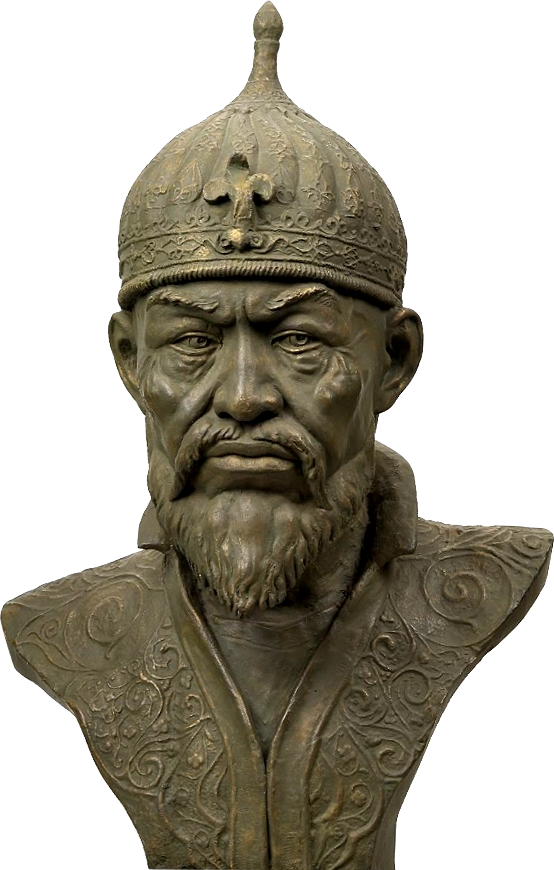
تمثال حديث لوجه تيمورلنك، بعد إعادة بناء وجهه بواسطة علوم الطب الشرعي عام 1941.

عندما عاد تيمورلنك من الحملات الحربية في الشرق عام 1400م، خشي أحمد من تعرضه للهجوم من تيمورلنك فغادر بغداد، ثم عاد لفترة قصيرة ثم غادر مرة أخرى ولجأ إلى العثمانيين.
في مايو 1401م، أرسل تيمورلنك مجموعة من الجغطاي إلى بغداد ولكنهم لاقوا مقاومة. وعلى الرغم من إرسال المزيد من القوات التيمورية من قبل قائد المدينة إلا أنهم رفضوا الاستسلام، غير مدركين أنهم قوات تيمورلنك. وسرعان ما وصل تيمورلنك نفسه وتعرضت بغداد لحصار دام 40 يومًا، وعندما رفضت المدينة الاستسلام، أمر تيمورلنك باقتحام المدينة. وبمجرد الاستيلاء عليها، ذبح جميع الرجال والنساء والأطفال تقريبًا، ودمر معظم المباني العامة. كان الدمار واسع النطاق لدرجة أن تيمورلنك لم يكلف نفسه عناء تعيين حاكم.
وبعد فترة وجيزة عاد أحمد إلى بغداد وبدأ في إعادة بنائها. على الرغم من أن فرقة من جيش الجغطاي كادت أن تقبض عليه، إلا أنه عاد بعد بضعة أشهر في عام 1402م مع قره يوسف حاكم قره قويونلو، الذي لجأ أيضًا إلى العثمانيين. ولكن صداقتهم لم تدم، وقام قره يوسف بطرد أحمد من المدينة. هرب أحمد إلى المماليك المصريين مرة ثانية، الذين سجنوه خوفاً من تيمورلنك.
في عام 1403م، طرد التيموريون قره يوسف من بغداد، فطلب اللجوء لدى المماليك، الذين سجنوه أيضًا. وفي السجن، جدد كل من أحمد وقره يوسف صداقتهما بعد لم شملهما وتوصلا إلى اتفاق مع بعضهما البعض، حيث يحتفظ أحمد بالعراق، ويتولى قره يوسف السيطرة على أذربيجان.

## الإطاحة به
عندما توفي تيمورلنك عام 1405م، أطلق سلطان مصر المملوكي ناصر الدين فرج سراح أحمد جلائر الذي عاد إلى بغداد مع عدد قليل من رجاله وتولى العرش مرة أخرى، بينما أقام قره يوسف في تبريز. وعلى الرغم من اتفاقهما السابق في السجن، إلا أن ذلك لم يدم.
في عام 1409م، بدأ أحمد جلائر في فتح القلاع الواقعة تحت حكم الجغطاي في خوزستان وعاد إلى بغداد بعد أن استولى على العديد منها. وفي عام 1410، أراد أحمد استعادة أذربيجان فطلب من قره يوسف أن يترك له همدان. وعند رفض قره يوسف طلبه، استغل أحمد جلائري حصار قره يوسف لأرزنجان وأراد الاستيلاء على تبريز بالقوة.
خرج أحمد جلائر إلى تبريز وهاجم قره قويونلو وهزم محمد ابن قره يوسف الذي تركه والده وكيلاً عنه بها، وتمكن أحمد جلائر من احتلال تبريز لفترة وجيزة. كان قره يوسف في هذه الأثناء مشغولاً بغزو أرزنجان، فتركها وانتقل إلى تبريز سريعًا. وفي المعركة التي دارت رحاها بالقرب من قرية أسيد في تبريز هُزم أحمد في أغسطس 1410م وأسره قره يوسف وأعدمه. كما قُتل أيضاً علاء الدولة ابن أحمد جلائر الذي أطلق سراحه التيموريون.
بعد إعدام أحمد جلائر، خلفه ابن أخيه، شاه ولد جلائر، لفترة وجيزة في بغداد، ولكن قره قويونلو استولت على المدينة بعد عام.

## صفاته
كان السلطان أحمد الذي جذب انتباه المؤرخين بحياته النشطة والمغامرة وغيرها من الصفات الأخرى، حاكمًا شجاعًا، لكنه ظلم شعبه وعاش حياة المجون. ولهذا السبب، كرهه شعبه. وعلى الرغم من قسوته وحياته الماجنة، كان السلطان أحمد حاكماً مثقفاً ومتعلمًا، كما اشتهر بخطه وموسيقاه وشعره ومعرفته بعلم التنجيم. وقد تعلم الخطين السلجوقي والنسخ من والده وأصبح خطاطاً بارعاً في الخط العربي.
وتسجل المصادر أيضاً أنه كان رامياً بارعاً ونحاتاً وفناناً، وكان السلطان مولعاً بالشعر، وقد كتب أشعاراً بالتركية والعربية والفارسية، وديوانه بالفارسية معروف جداً وتوجد نسخ من دواوينه في اسطنبول.
كان السلطان أحمد جلائر مهتماً بالموسيقى أيضاً ويقال إنه كان على معرفة عميقة بهذا المجال، وقد ألّف ألحاناً وأظهر اهتماماً بالفنانين ورعاهم. وقد أمضى عبد القادر الميراجي، وهو من أعظم أساتذة الموسيقى في تلك الفترة، عشرين سنة من أزهى سنوات حياته الفنية في ظل السلطان أحمد الذي اهتم به اهتماماً شديداً، ونظم الطريقة المسماة "ديفر شاهي" (بالتركية: devr-i şâhî)‏ باسمه.

## وفاته
بعد وفاة السلطان أحمد جلائر، آخر الحكام المشهورين في الدولة الجلائرية، سقط جزء كبير من العراق، وخاصة بغداد، في أيدي دولة قره قويونلو. ولم يتمكن خلفاء أحمد من الصمود إلا لفترة قصيرة في واسط وخوزستان.

## أبناءه
كان لأحمد جلائر أبناء، هم:
- علاء الدولة.
- ابنة مجهولة مخطوبة لمصطفى جلبي.[10]